# فريدريك سبيلر
فريدريك سبيلر (بالإنجليزية: Frederick Spiller)‏ (22 نوفمبر 1884 – 15 سبتمبر 1953) هو ملاكم من المملكة المتحدة راحل، مثّل بلاده في الألعاب الأولمبية الصيفية 1908.

## روابط خارجية
فريدريك سبيلر على موقع اللجنة الأولمبية الدولية (الإنجليزية)
- فريدريك سبيلر على موقع أوليمبيديا (الإنجليزية)